# Condado de Heredia-Spínola
El condado de Heredia-Spínola es un título nobiliario español otorgado por el rey Fernando VII el 25 de agosto de  1829 a favor de Narciso de Heredia y Spínola, caballero Gran Cruz de Carlos III. Le fue concedida la grandeza de España a la III marquesa el 20 de enero de 1865.
La denominación se refiere al apellido y linaje de su primer poseedor.

## Condes de Heredia-Spínola
|                           | Titular                                     | Periodo                   |
| Creación por Fernando VII | Creación por Fernando VII                   | Creación por Fernando VII |
| ------------------------- | ------------------------------------------- | ------------------------- |
| I                         | Narciso Fernández de Heredia                | 1829-1831                 |
| II                        | Narciso de Heredia y Begines de los Ríos    | 1831-1843                 |
| III                       | María de las Angustias de Arizcun y Heredia | 1848-1896                 |
| IV                        | Alfonso Martos y Arizcun                    | 1898-1954                 |
| V                         | Luis Martos y Zabálburu                     | 1955-1976                 |
| VI                        | María Angustias Martos y Aguirre            | 1977-actual               |

## Historia de los condes de Heredia-Spínola
- Narciso Fernández de Heredia (m. 30 de marzo de 1831), I conde de Heredia-Spínola.[2]

Casó con María de las Mercedes Begines de los Ríos y Bejarano. El 25 de agosto de 1829 le sucedió su hijo:
- Narciso de Heredia y Begines de los Ríos (Sevilla, 11 de octubre de 1775-Madrid, 8 de septiembre de 1843), II conde de Heredia-Spínola[4] I marqués de Heredia, grande de España, conde consorte de Ofalia y senador por la provincia de Lugo.[5]

Casado en primeras nupcias el 14 de julio de 1803 con María de la Soledad Cerviño y Pontejos, nieta de los marqueses de Pontejos, con quien tuvo dos hijas. Al enviudar contrajo matrimonio en 1820 con María Dolores Salabert y Torres, III condesa de Ofalia de quien no tuvo descendencia y enviudó en 1831. El 2 de julio de 1848, le sucedió su nieta, hija de Miguel de Arizcun y Tilly, V marqués de Iturbieta y de su esposa, Narcisa de Heredia y Cerviño (m. 1827), con quien casó en 1823:
- María de las Angustias de Arizcun y Heredia (Granada, 8 de noviembre de 1826-9 de agosto de 1896), III condesa de Heredia-Spínola, grande de España,[2] VI marquesa de Iturbieta y IV condesa de Tilly.[8] Fue dama de honor de las reinas Isabel II, María de las Mercedes y María Cristina, así como dama noble de la Orden de María Luisa y de la Orden de Santa Isabel de Portugal.[6]

Casó el 19 de julio de 1852 con Luis Martos y Potestad, alcalde y gobernador civil de Madrid (m. 1892). El 28 de enero de 1898 le sucedió su hijo:
- Alfonso Martos y Arizcun (Madrid, 24 de julio de 1871-El Plantío, 20 de marzo de 1954), IV conde de Heredia-Spínola,[11] X marqués de Fuentes,[12] VII marqués de Iturbieta,[12] V marqués de Valcerrada,[12] VI marqués de Casa Tilly,[12] V conde de Tilly,[12] IV vizconde de Ugena,[12] caballero de la Orden de Calatrava, de la Orden de Malta, maestrante de Granada, gentilhombre de cámara del rey, y diputado y senador por derecho propio:[13]

Casó el 31 de mayo de 1900 con Carmen Zabálburu y Mazarredo (m. 1964). El 9 de diciembre de 1955 le sucedió su hijo:
- Luis Martos y Zabálburu (m. 10 de diciembre de 1976) V conde de Heredia-Spínola[11] y VI conde de Tilly.

Casó con Pilar Aguirre y Olábarri (m. 17 de enero de 1998). El 3 de junio de 1978 le sucedió su hija:
- María Angustias Martos y Aguirre, VI condesa de Heredia-Spínola[11] y VII condesa de Tilly.

Contrajo matrimonio el 14 de julio de 1972 con José Carlos Rodríguez San Pedro y Márquez, III  Condado de Rodríguez San Pedro.